# آلبر کوره
آلبر کوره (فرانسوی: Albert Corey‎؛ ۱۶ آوریل ۱۸۷۸ – ۳ اوت ۱۹۲۶) دونده اهل فرانسه بود.
وی در مسابقات کشوری و بین‌المللی در مجموع برندهٔ ۲ مدال نقره شده‌است.